# Ауэр, Леопольд Семёнович
Леопо́льд Семёнович А́уэр (также Лев Семёнович; нем. Leopold Auer, венг. Auer Lipót; 7 июня 1845[…], Веспрем, Веспрем — 15 июля 1930[…], Лошвиц, Саксония) — венгерский и русский скрипач еврейского происхождения, дирижёр, композитор, педагог; профессор Санкт-Петербургской консерватории.
Ученик Якоба Донта и Йозефа Иоахима. Является основателем русской скрипичной школы. Воспитал свыше 300 учеников (Константин Горский, М. Б. Полякин, Я. Хейфец, Е. Цимбалист, М. Эльман, Иосиф Ахрон, Д. Бертье, Цецилия Ганзен и другие). Преподавал в Петербургской консерватории с 1868 по 1918 год. В 1918 году эмигрировал в США.

## Биография
Леопольд Семёнович Ауэр родился 7 июня 1845 года в Австро-Венгрии в еврейской семье (впоследствии принял христианство). Сын бедных родителей (отец — маляр), он рано обнаружил музыкальные способности. Будучи ещё четырёхлетним ребёнком, он мог уже маршировать, отбивая такт на барабане, впереди войск, возбуждая во время революции 1849 года патриотический энтузиазм в зрителях. Музыкальное образование Ауэр получил вначале в Пештской консерватории, где обучался игре на скрипке у Давида Ридли-Коне. Затем перешёл в Венскую консерваторию к профессору Якобу Донту, посещал также оркестровый класс Йозефа Хельмесбергера. Позднее совершенствовался у Иоахима, жившего в Ганновере. С четырнадцати лет уже содержал семью, гастролируя по австро-венгерской провинции; согласно воспоминаниям самого Ауэра, первоначально это были выступления в самых заштатных городках, передвигаться между которыми приходилось на телеге.
Состоял концертмейстером в Дюссельдорфе, потом в Гамбурге. В 1868 году он занял место первого скрипача в знаменитом квартете братьев Мюллер, но вскоре оставил его, получив приглашение в Санкт-Петербургскую консерваторию профессором по классу скрипичной игры (на место ушедшего Генрика Венявского).
В 1873 году Ауэр стал солистом-скрипачом при Императорских театрах, а в 1874 году получил звание солиста Его Величества. В 1880 году занял пост дирижёра симфонических концертов придворной певческой капеллы. В 1881 году Ауэр совершил с выдающимся успехом концертное турне по России и Западной Европе. С 1888 года по 1892 год Ауэр дирижировал симфоническими концертами Императорского Русского музыкального общества и стоял во главе его квартета, пользующегося большой известностью как в России, так и за границей.
Леопольд Ауэр участвовал в премьере второй редакции струнного секстета «Воспоминание о Флоренции» Чайковского в 1892 году.
В 1918 году эмигрировал в США. Профессор Института музыкального искусства в Нью-Йорке и Кёртисовского института в Филадельфии. За десятилетия педагогической деятельности Ауэр воспитал множество выдающихся скрипачей. Среди его учеников — Яша Хейфец, Ефрем Цимбалист, Мирон Полякин, Шимон Пульман, Кэтлин Парлоу, прославившие русскую скрипичную школу. Игорь Стравинский, называя Ауэра удивительным педагогом, отмечал, что его «преподаванию мы обязаны почти всей фалангой современных нам знаменитых скрипачей».
Скончался 15 июля 1930 года в Лошвице, близ Дрездена, от воспаления лёгких. Похоронен в США в городе Хартсдейл, (штат Нью-Йорк), на кладбище Фернклифф.
Среди известных скрипачей Ауэр занимал одно из самых почётных мест. Его игра была в высшей степени изящна и художественно отделана, отличаясь небольшим, но очень красивым и мягким тоном.
В числе посвящённых Ауэру произведений — Скрипичная соната № 3, соч. 98 Антона Рубинштейна, четвёртая тетрадь «Испанских танцев», соч. 26 Пабло де Сарасате, «Русская рапсодия», соч. 32 Эмиля Соре, седьмая «сцена из чарды», соч. 41 Енё Хубаи, «Грёзы», соч. 23 Александра Танеева, скрипичный концерт, соч. 82 Александра Глазунова, двадцать четыре каприса, соч. 25 Анри Марто.
Сохранилось небольшое число записей Леопольда Ауэра. Среди них — «Мелодия» из цикла «Воспоминание о дорогом месте» Чайковского.

## Адреса в Санкт-Петербурге — Петрограде
- 1895—1900 — Крюков канал, д.7,
- 1900—1917 — доходный дом Лунца, Английский проспект, д. 26/53, кв. 6

## Сочинения

### Книги
- My Long Life in Music. — New York, 1923.
- Среди музыкантов / Пер. с англ. — М., 1927.
- Violin playing as I teach it. — New York, 1921, 1960.
- Моя школа игры на скрипке / Пер. с англ. — Л., 1929, 1933.
- Violin masterworks and their interpretation. — Boston, 1925.
- Интерпретация произведений скрипичной классики / ред., вступ. ст. и коммент. И. Ямпольского. — М., 1965 (вместе с «Моей школой игры на скрипке»).

### Музыка

#### Оригинальные сочинения
- Концертная тарантелла (Tarantelle de concert), соч. 2
- «Грёзы» № 1 (Reverie), соч. 3
- Романс (Romance), соч. 4
- «Венгерская рапсодия» (Rapsodie hongroise), соч. 5 (опубл. 1882)
- «Грёзы» № 2 (Reverie), без соч. (опубл. 1901)
- Двенадцать характеристических прелюдий (12 Charakteristische Präludien) для скрипки соло, соч. 9 (опубл. 1926)

#### Каденции
- Каденция к первой части скрипичного концерта Бетховена (опубл. 1901)
- Каденция ко всем частям скрипичного концерта Бетховена (опубл. 1917)
- Каденция к скрипичному концерту Брамса (опубл. 1903)
- Каденции к четырём скрипичным концертам Моцарта (№ 2 — 5): KV 211, KV 216, KV 218, KV 219.

## Увековечение памяти скрипача

### Конкурс
В Санкт-Петербурге проводится «Международный конкурс скрипачей и квартетов имени Леопольда Ауэра». Первый конкурс состоялся в 1908 году, когда отмечался 40-летний юбилей деятельности Л. С. Ауэра в Петербургской консерватории. Первая премия была присуждена ученику Ауэра Михаилу Пиастро. Спустя 105 лет группа единомышленников совместно с компанией «Русский фестиваль» решили увековечить заслуги музыканта и педагога перед мировой культурой и анонсировали «II Международный конкурс скрипачей и квартетов имени Леопольда Ауэра», который был проведён в октябре 2014 года. Далее конкурс стал ежегодным.

### Мемориальная доска
В 2016 году инициативная группа АНО «Русский фестиваль» выдвинула петицию об установке мемориальной доски на доме 26/53 по Английскому проспекту в Санкт-Петербурге:
«Здесь жил с 1900 по 1917 годы выдающийся скрипач, педагог, основатель Русской скрипичной школы Леопольд АУЭР»

## Семья
Первая жена (23 мая 1874—1901) — Надежда Евгеньевна Ауэр (в девичестве Пеликан, 1855—1932); дочь профессора кафедры судебной медицины, медицинской полиции и гигиены Медико-хирургической Академии, лейб-медика Евгения Венцеславовича Пеликана (1824—1884) и Зои Павловны Пеликан (урождённой Азанчевской); племянница композитора М. П. Азанчевского, историка лейб-гвардии Преображенского полка, штабс-капитана Матвея Павловича Азанчевского (1830—1904) и управляющего Санкт-Петербургской контрольной палаты В. В. Пеликана (1822—1876); внучка автора трудов по агрономии, статского советника Павла Матвеевича Азанчевского (1789—1866).
Четыре дочери:
- Зоя Львовна Унковская (1875—1918). В 1895—1903 годах замужем за морским офицером Семёном Ивановичем Унковским (который позже женился на её младшей сестре Марии), внуком мореплавателя С. Я. Унковского, сыном адмирала И. С. Унковского[16]. Сыновья: Иван (1896—1975) — женат на дочери князя П. П. Голицына Аглаиде (1893—1984), и Лев (Леон, 1900—?); жили в Выборге, затем в Зальцбурге[17].
  - В семье Леопольда Ауэра после смерти его дочери Зои воспитывался внук — впоследствии известный актёр Миша Ауэр.
- Надежда Львовна Сибор (1876—1976), замужем за скрипачом Борисом Сибором (Лившицем).
  - Внучка — арфистка и музыкальный педагог Наталья Борисовна Сибор (1903 — после 1995), профессор академии музыки имени Гнесиных. Другая внучка, Лиза, умерла в августе 1920 года от бешенства, шестнадцати лет[18].
- Наталия (Наталья) Львовна Миклашевская (1879—1933), певица.
- Мария Львовна Унковская (1883—1959), певица. Была возлюбленной поэта Максимилиана Волошина (1902)[19]. С 1903 года замужем за лейтенантом морского флота Семёном Ивановичем Унковским (?—1921), потомственным дворянином.
  - Внук — театральный актёр Михаил Семёнович Унковский (1904—1940), выпускник театральной студии имени Ермоловой (1925), с 1929 года — артист студии Хмелёва в Москве (театра-студии имени М. Н. Ермоловой), муж актрисы Эды Урусовой; умер в Севвостоклаге на Колыме[20].

Вторая жена (оформили брак 24 июня 1924 года в Нью-Йорке) — пианистка, концертмейстер Ванда Богуцка Штейн (англ. Wanda Bogutska Stein, в замужестве Ванда Ауэр, 1875 — 6 октября 1961). Вместе с мужем записала несколько грампластинок.
Внучатым племянником Леопольда Ауэра был известный композитор Дьёрдь Лигети (внук его брата, художника по фрескам Сомы Ауэра); внучатой племянницей — джазовая вибрафонистка Вера Ауэр (1919—1996).